# Хиперреализам
Хиперреализам (суперреализам, надовезује се на фотореализам) је уметнички правац који потиче из Сједињених Америчких Држава. Јавља се у сликарству као и у вајарству од шездесетих година 20. века, затим и у књижевности, стрипу, филму. Заснива се на постмодерној филозофији Жана Бодријара.

## Ликовна уметност
Користи фотографију рачунајући све њене деформације реалне слике, али хиперреалистичка слика прекорачује способност за разликовање код ока код уобичајеног гледања отприлике тако као фотографски објектив. Сликар употребљава често акрилне боје и слике великог формата а скулптуре су моделоване у величини реалних фигура да би се досегла савршена илузија. Мотиви могу бити декадентни а по некада и сасвим на границама баналности а своју прегнантност добијају техником и савршенством обраде што човека тера да се замисли.

### Хиперреализам данас
Хиперреалистичке слике за разлику од фотореализма из 70.-тих година обрађују слике тако да су оне још тачније у односу на реални свет. У хиперреализму се слика са максималном дубином оштрине слике и не употребљавају се сликарске скраћенице већ се све слика тако као што се зна да то постоји. Слично се сликају поре на кожи код портрета или коса. Хиперреалистички скулптори користе реалну косу приликом израде својих дела и не избегавају да одливају делове људског тела.

### Техника
Амерички ретуш или ербраш је једна од техника коју употребљава хиперреализам и она се састоји у употреби распршивача којим се боје наносе и који даје стопу боје у ширини од десетине милиметара на платну. Пиштољи за прскање су напојене на компресоре и овом техником се могу стварати врло благи прелази из једне у другу нијансу боје.

## Представници
- Драган Малешевић Тапи
- Џон Бејдер (John Baeder)
- Том Блеквел (Tom Blackwell)
- Џек Бил (Jack Beal)
- Сузана Стојановић
- Борис Драгојевић
- Жељко Срдић
- Роберт Бектел (Robert Bechtle) и други

### Вајари
- Рон Мјуек (Ron Mueck)
- Џон Де Андреа (John De Andrea)

## Хиперреализам у литератури
Хиперреализам у литератури се своди на пописивање свих појединости у датом тренутку. Пример за овакве пописе је роман Стефана Кастија који је добио Августовску награду у Шведској 1999. године.

## Филм
У филму се употребљавају филтри за камеру којим се добијају оштрине и контрасти боје. Већи број хиперреалистичких филмова се снима у Хонгконгу. Не само у примени реалистичког озвучавања већ и у равни догађаја видљиве су тежње за што већом и максималном реалношћу.